# Cantone di Moëlan-sur-Mer
Il Cantone di Moëlan-sur-Mer è una divisione amministrativa dell'arrondissement di Brest.
È stato costituito a seguito della riforma approvata con decreto del 13 febbraio 2014, che ha avuto attuazione dopo le elezioni dipartimentali del 2015.

## Composizione
Comprende i seguenti 8 comuni:
- Bannalec
- Moëlan-sur-Mer
- Névez
- Pont-Aven
- Riec-sur-Bélon
- Scaër
- Trégunc
- Le Trévoux